# 豐子愷
豐子愷（1898年11月9日—1975年9月15日），原名潤，又名仁、仍，小名慈玉，號子顗，後改為子愷，筆名T·K。浙江省石門縣（今嘉兴桐乡市石门镇）人，中国散文家、畫家、文學家、美術家與音樂教育家。师从弘一法师李叔同，以中西融合畫法創作漫画及散文而著名，是中國漫畫藝術的先驅。他的漫畫造形簡約，畫風樸實，饒富童趣，在眾多畫家中，獨樹一格。

## 生平
1898年11月9日（清德宗光緒24年9月26日）豐子愷在浙江省石門縣（今嘉兴桐乡市石门镇）石門灣出生。祖籍浙江鄞县，先祖豐仲顏在明末自宁波府鄞县迁居石门，在故鄉開了一家染坊，父親豐鐄長於詩文，是中國史上最後一年及第的舉人。他是長男，排行第七，有六個姊姊、一個妹妹和兩個弟弟，但兩弟弟皆早夭。
豐子愷在讀師範時期，有兩位恩師。一位是藝術家李叔同，一位是教育家夏丏尊。在預科班二年級時，上李叔同教授畫石膏像課，豐子愷沉迷其中，畫藝進步很快。在李叔同的指點與鼓勵下，豐子愷一方面努力寫生，一方面觀摩西洋名畫，並學習繪畫理論。也向李叔同學習音樂，苦練鋼琴。夏丏尊當時在浙江第一師範本任舍監一職，後改任為國文老師。夏丏尊以教授新文藝寫作聞名，對學生教導甚嚴，寫作文時要求「不准講空話，要老實寫」。
1914年2月首度發表作品。1918年首度發表詩詞。1919年，豐子愷自浙江第一師範畢業，出國深造學習美術是他的理想。於是他賣祖產，並向姐夫借了四百元錢，並到日本東京展開他的留學生涯。豐子愷的日語是向兩位曾留日的老師──李叔同、夏丏尊學習的。他在東京短期進修。4個月後，他拉完了三冊提琴練習本和幾個輕歌劇曲子。美術方面，豐子愷專攻炭筆畫。但某日，他在舊書攤上看到《夢二畫集·春之卷》。竹久夢二是日本自學成功的畫家，專攻簡筆漫畫，在當時可謂自成一家。竹久夢二的畫構圖技巧來自西方，但畫趣卻是東洋味。豐子愷認為，這些畫作簡直就是「無聲的詩」。從竹久夢二的作品中，豐子愷找到了日後美術的途徑。1922年12月開始漫畫創作。

1962年豐子愷與顏文樑、林風眠、贺天健、張充仁、張樂平觀摩交流畫作

豐子愷在日本遊學10個月，盤纏用盡後不得已返國。回國後迫於家計他再執起教鞭，授課講學。平日在教學之餘，開始從事英、日文的翻譯工作。豐子愷創作漫畫的動機，先是因校務會議過於無趣之餘，他便觀察同事不同的姿態，回宿舍後畫成圖稿，頗覺有趣，便開始嘗試其他內容。朱自清與俞平伯合辦刊物《我們的七月》，他便向豐子愷要了張畫，刊登在1924年的期刊上。那幅圖畫題目為「人散後，一勾新月天如水」，引起在上海辦《文學周報》的鄭振鐸的注意。
1925年2月1日，丰子恺用出售浙江上虞的私人住宅“小杨柳屋”所得的资金，与匡互生、朱光潜等人在上海创办立達中學（後改為立达学园），设有美术科、音乐科、文学科，以《论语》中的“己欲立而立人，己欲达而达人”为办学宗旨。1925年2月25日立达中学正式开学上课。校址初设于上海公共租界虹口老靶子路(今武进路)俭德里10号（今罗浮路东侧）。后迁至小西门黄家阙路上的原上海艺术专科师院第二院（中华艺术大学）宿舍。1925年夏秋时，在江湾淞沪铁路旁（今新市南路579弄）自建校舍，正式更名“立达学园”。1928年学园因经费拮据停办。丰子恺本人也在1926年搬到立达学园附近的江湾永义里27号缘缘堂居住（现车站南路28号对面）。
1925年，《文學周報》開始連續刊載豐子愷的畫作，鄭振鐸給這些畫定了「子愷漫畫」的標題。1926年創辦開明書店。1927年從弘一法師（俗名李叔同）皈依佛門净土宗，法名「嬰行」。1945年中国抗日战争勝利以後，豐子愷回到杭州定居。
1930年，母亲去世后，丰子恺住到了嘉兴。1932年一二八事变爆发，江湾立达学园和缘缘堂均毁于中日战火中。1932年秋天，丰子恺用版税和开明书店的分红，得以在家乡石门湾建造真正的缘缘堂。后往返于石门湾和杭州之间，1937年抗战爆发，从江西一路逃到桂林，后居重庆，1939年到1942年，丰子恺追随西迁中的浙江大学辗转迁移，先后执教于广西宜山和贵州遵义，为浙大师生讲授艺术教育和艺术欣赏等课程。至1946年9月15日才返回上海，辗转多地，先暂居杭州西湖招贤寺，1947年3月11日迁入杭州静江路（今北山路）85号小平房，称“湖畔小屋”。1948年9月27日访问台湾，11月23日在厦门住四个月，画《护生画集》。1949年到英屬香港舉行畫展，1949年4月底回到上海。
1954年，上海市中國日語學院成立，他擔任首任院長和唯一一位教師。丰子恺此后一直居住陕西南路39弄长乐村93号日月楼。
1960年，上海中國畫院成立，他擔任首任院長。1961年到1965年，他翻譯日本古典名著長篇小說《源氏物語》（世界上最早的長篇小說），幼女豐一吟協助。1966年文化大革命爆發，他蒙受屈辱，尤其是批“黑画”运动期间；背著莫須有的罪名，遭批鬥、迫害，摧折他的身心。
1975年8月，癌症病發（9月診斷為右葉尖肺癌）；並得知胞姐逝世噩耗令病情惡化，同年9月15日12時8分在上海華山醫院急診觀察室逝世，享壽76歲。直到1978年6月5日才平反，書面通知送交長子豐華瞻。

## 作品
豐子愷出版的作品有：散文集《緣緣堂隨筆》、《緣緣堂續筆》、《車廂社會》、《緣緣堂集外遺集》、《癩六伯》；彩色畫冊《子愷漫畫選》、藝術理論著作《豐子愷美術講堂》、《豐子愷音樂講堂》及漫畫集《子愷，漫畫》、《護生畫集》等。譯作有日本廚川白村《苦悶的象徵》、夏目漱石選集；俄國屠格涅夫《獵人筆記》、柯羅連科《我的同時代人》；日本古典小說《源氏物語》、《落窪物語》、《竹取物語》、《伊勢物語》。

### 散文
豐子愷散文喜歡讚美兒童的天真，以及歌頌人格的完整。由於信奉佛教的關係，所以作品也具有避開現實的傾向。早期的散文表達他對虛偽的社會風習的不滿，稍後的作品具有較多的社會內容，如對城市底層人民艱苦的勞動生活的描寫等等。文筆樸素平淡，間見幽默感。
他的散文《漸》被台灣龍騰版高級中學國文教科書第2冊收錄，台灣教科書開放民編前的國立編譯館版高級中學國文教科書也曾收錄。散文《山中避雨》曾收錄於國立編譯館版國民中學國文教科書。

### 漫畫
《護生畫集》是近代佛教藝術的珍品。全套六集共四百五十幅，內容分為戒殺、護生、善行三大題材。由豐子愷作畫，文字由弘一法師（第一、二集）、葉恭綽（第三集）、朱幼蘭（第四、六集）、虞愚（第五集）書寫，前後相繼創作的過程長達四十六年。在第六集的序言中，廣洽法師對護生畫作了一個總結：「蓋所謂護生者，即護心也，亦即維護人生之趨向和平安寧之大道，糾正其偏向於惡性之發展及暴力恣意之縱橫也。是故護生畫集以藝術而作提倡人道之方便，在今日時代，益覺其需要與迫切。雖曰爝火微光，然亦足以照千年之暗室，呼聲綿邈，冀可喚回人類蘇醒之覺性。」

## 子女
- 長女：豐陳寶
- 次女：豐林先
- 三女：豐寧馨
- 長子：豐華瞻
- 次子：豐元草
- 幼女：豐一吟
- 幼子：豐新枚

## 紀念
2008年起，陳一心家族慈善基金開始頒發豐子愷兒童圖畫書獎。
2012年11月9日，Google為紀念豐子愷114歲冥誕，製作了以豐子愷漫畫作品為主題的塗鴉，且左上角寫有“懷念豐老”字樣。

## 資料來源
1. ↑   丰子恺. . 北京: 海豚出版社. 2016.
2. ↑  豐陳寶、豐一吟編，《豐子愷文集》文學卷，卷7，頁836，杭州：1992年。
3. ↑  李茂增著. . 上海：学林出版社. 2015.04: 19–20. ISBN 978-7-5486-0816-5.
4. ↑  陈星，朱晓江著. . 上海：上海三联书店. 2014.06: 58. ISBN 978-7-5426-4731-3.
5. 1 2 3 4  陈, 星. . 北京: 中国社会科学出版社. 2014: 576. ISBN 978-7-5161-5096-2.
6. ↑  .   [2019-05-21]. （原始内容存档于2019-06-05）.
7. ↑  . m.thepaper.cn.   [2024-04-29]. （原始内容存档于2024-04-29）.
8. ↑  吴继金. . 《华夏文摘》. 2008-07-08. （原始内容存档于2011-07-06）.
9. ↑  豐子愷作品
10. ↑  自由時報電子報. . news.ltn.com.tw. 2012-11-09  [2024-04-29]. （原始内容存档于2024-04-29） （中文（臺灣））.
11. ↑  .   [2015-03-13]. （原始内容存档于2015-06-14）.
12. ↑  . Feng Zikai.   [2024-04-29]. （原始内容存档于2024-11-13） （中文（香港））.
13. ↑  .   [2014-02-18]. （原始内容存档于2014-05-10）.

## 外部連結
- 吉川健一：〈中國近代漫畫：豐子愷與竹久夢二（页面存档备份，存于）〉。
- . 上海大學圖書館. 2004  [2009-01-04]. （原始内容存档于2012-05-08）.